# 安乐郡 (北魏)
安乐郡，中国南北朝时设置的郡。
北魏在今北京市东北古北口外设置安乐郡。属安州。东魏辖境移至今北京市密云县密云水库东北。下辖安市县、密云县。 历经北齐、北周，隋朝开皇初废。开皇十八年（598年）在其地置檀州。大业三年（607年），实行郡制，改檀州为安乐郡，治所在燕乐县（今北京市密云县密云水库北燕落村）。下辖燕乐县、密云县。唐朝武德元年（618年），实行州制，改安樂郡为檀州。